# John O'Shea (calciatore 1981)
John Francis O'Shea (Waterford, 30 aprile 1981) è un allenatore di calcio ed ex calciatore irlandese, di ruolo difensore, commissario tecnico in seconda della nazionale irlandese.

## Biografia
L'8 giugno 2010 si è sposato con Yvonne Manning. Da lei ha avuto un figlio (Alfie) e una figlia (Ruby).

## Caratteristiche tecniche
Calciatore dotato di buona resistenza fisica, veniva solitamente schierato come terzino ma, per la sua versatilità, poteva essere schierato anche come difensore centrale o come mediano.

## Carriera

### Giocatore

#### Inizi e anni in prestito
Nato a Waterford, in Irlanda, O'Shea trascorse due anni nelle giovanili del Manchester United e firmò un contratto da professionista il 3 agosto 1998 all'età di diciassette anni. Nonostante questo, O'Shea ha dichiarato di essere tifoso del Liverpool, i rivali dello United per eccellenza.
Debuttò il 13 ottobre 1999 al Villa Park contro l'Aston Villa in Carling Cup, all'età di diciotto anni. Nel 2000 e nel 2001 trascorse due periodi in prestito, rispettivamente a Bournemouth ed Anversa.

#### Manchester United
Terminato il prestito in Belgio ritornò al Manchester United a lottare per un posto in squadra. Dopo una stagione da comprimario (2001-2002), diventò titolare nella stagione 2002-2003 dimostrando grande duttilità tattica; la stagione si concluse per lui con 32 presenze in campionato e la conquista del titolo nazionale.
Nella stagione 2003-2004, il Manchester dovette fare a meno di Rio Ferdinand sospeso per aver saltato un test anti doping; O'Shea prese il suo posto al centro della difesa aiutando il Manchester United a vincere la FA Cup contro il Millwall. Nella stagione 2004-2005, O'Shea non parve particolarmente in forma e sembrò vicino a dare l'addio ai Red Devils. L'episodio più ragguardevole di O'Shea in questa stagione fu il gol in casa dell'Arsenal che sigillò la vittoria per 4-2; si trattò tra l'altro di un bel gol: un pallonetto incrociato sul secondo palo che batté Manuel Almunia in uscita. Nella stagione 2005-2006, l'infortunio di Gary Neville gli spalancò le porte di un posto da titolare. Si sparse in seguito la voce che il capitano Roy Keane lo avesse criticato aspramente in un'intervista insieme ad altri giovani della squadra.
La stagione 2006-2007 fu per O'Shea proficua: riuscì a scansare le critiche su di lui e terminò la stagione con un totale di 49 presenze e 5 gol. Il 27 ottobre 2006, nella partita di Champions League contro l'FC Copenaghen O'Shea segnò il suo primo gol in ambito europeo. In questa stagione fu anche protagonista di un insolito episodio: il 4 febbraio 2007 durante una partita di campionato contro il Tottenham, si cimentò nel ruolo di portiere sostituendo nei minuti finali l'infortunato van der Sar poiché la sua squadra aveva già effettuato le 3 sostituzioni a disposizione. In questa occasione negò il gol al compagno di Nazionale Robbie Keane con un intervento da portiere esperto; i tifosi del Manchester United intonarono il coro "Ireland's number one" (Il numero uno d'Irlanda) rivolto ad O'Shea.
Un mese più tardi, il 3 marzo 2007, fece gioire i tifosi dello United segnando il gol vittoria ad Anfield contro il Liverpool al novantesimo minuto: questo risultato avviò il Manchester alla conquista del titolo. Il 7 aprile 2007 segnò contro il Portsmouth, gol però inutile dato che i Red Devils persero la partita per 2-1.
Salvò il Manchester United anche il 28 aprile 2007 contro l'Everton. Segnò su una respinta sbagliata del portiere Iain Turner in seguito ad un calcio d'angolo battuto da Giggs e diede il via alla rimonta del Manchester che era sotto di due gol. Questo gol fu ancora più decisivo del precedente in ottica campionato poiché il Chelsea pareggiò 2-2 con il Bolton scivolando a 5 punti dai Red Devils con sole due partite ancora da giocare.
In questa stagione O'Shea si dimostrò nuovamente un giocatore duttile e utile infatti ebbe una precisione tiro del 100% e una percentuale di gol realizzati dell'80% in base alle occasioni avute.
(Alex Ferguson)

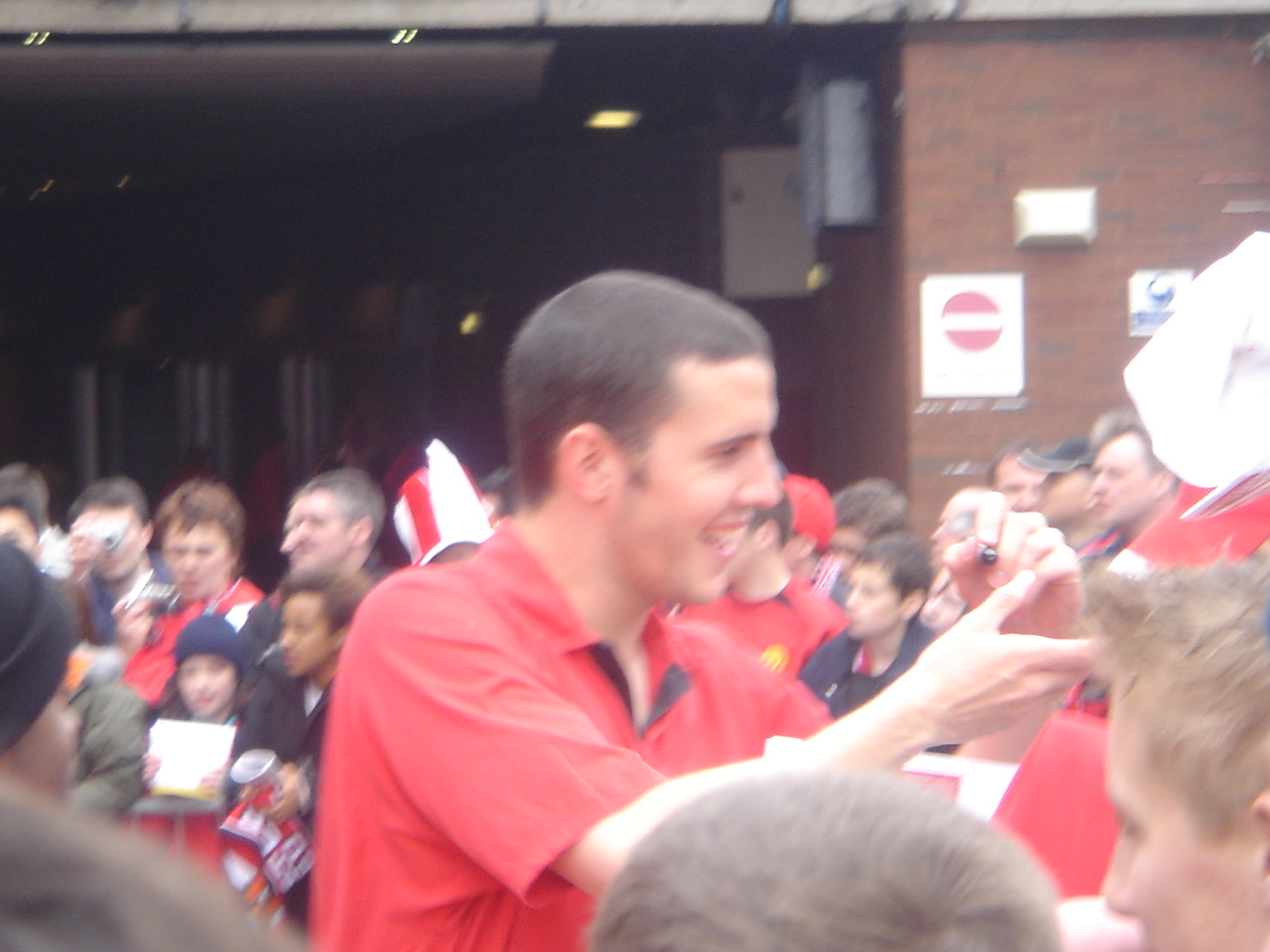
John O'Shea mentre firma autografi

Durante la stagione 2007-2008, O'Shea venne utilizzato addirittura come attaccante d'emergenza a causa dei tanti infortunati in attacco. Questo, oltre ad aver per l'ennesima volta sottolineato la versatilità del giocatore, gli diede il simpatico primato di aver giocato in ogni posizione di campo per il Manchester United. Il 26 settembre 2007 O'Shea indossò per la prima volta la fascia di capitano in Carling Cup contro il Coventry City e il 23 novembre 2007 O'Shea prolungò il suo contratto con i Red Devils fino al 2012.
La stagione si concluse con la vittoria di campionato e Champions League; O'Shea però rimase in panchina nella finale di Mosca contro il Chelsea.
Nella stagione 2008-2009, complici gli infortuni a lungo termine di Gary Neville e Wes Brown, O'Shea fu utilizzato quasi sempre titolare. Il 20 gennaio 2009, O'Shea segnò il suo primo gol stagionale contro il Derby County nella semifinale di Carling Cup. Il 29 aprile 2009, nella gara d'andata della semifinale di Champions League contro l'Arsenal, O'Shea segnò il gol vittoria, suo secondo gol in questa competizione. Il 21 maggio 2009 dichiarò che sarebbe pronto a cambiare squadra in caso non facesse parte dei piani di Alex Ferguson. Il 27 maggio 2009 giocò a Roma la finale di Champions League persa contro il Barcellona.
La stagione 2009-2010 iniziò male, con la sconfitta ai rigori contro il Chelsea, al Wembley Stadium, nel Community Shield, il 9 agosto 2009. In questa partita O'Shea venne schierato nella tradizionale posizione di terzino destro. In Premier League, invece, il cammino di O'Shea iniziò bene: debuttò alla prima giornata contro il Birmingham City con la fascia di capitano al braccio. Spostato al centro della difesa, O'Shea propiziò l'azione del gol vittoria di Rooney con un preciso lancio lungo. Ha segnato il primo gol stagionale al Britannia Stadium in data 26 settembre 2009 contro lo Stoke City.
Il 18 novembre 2009, durante lo spareggio tra Irlanda e Francia per il campionato del mondo 2010, O'Shea si procurò un infortunio alla coscia; in seguito a complicazioni dovute alla coagulazione del sangue, fu costretto a un lungo periodo fuori dai campi di gioco. Dopo quattro mesi e mezzo di stop, è rientrato nel mese di aprile e ha giocato per la prima volta il 7 aprile 2010 nella partita di ritorno dei quarti di finale Champions League contro il Bayern Monaco, partita terminata 3-2 per i Red Devils ma culminata con l'eliminazione degli stessi per la regola dei gol fuori casa.

#### Sunderland
Il 7 luglio 2011 lasciò dopo 10 anni il Manchester United per fare ritorno al club che lo lanciò nel calcio professionistico, il Sunderland.

#### Reading e ritiro
Il 6 giugno 2018 si accasò al Reading. Il 30 aprile 2019, dopo avere trovato poco spazio, annunciò il proprio ritiro dal calcio giocato al termine della stagione. Disputò la sua ultima partita il 5 maggio 2019 contro il Birmingham City (0-0 in casa), ricevendo per l'occasione la guardia d'onore dai giocatori di entrambe le squadre.

#### Nazionale
Debuttò con la nazionale irlandese il 15 agosto 2001 contro la Croazia.
Dopo non essere stato convocato per la Coppa del mondo 2002, nel 2003 iniziò trovare spazio in pianta stabile con la nazionale, segnando il suo primo gol il 19 agosto del medesimo anno in amichevole contro l'Australia.
Negli incontri di qualificazione al Mondiale 2010 è partito titolare otto volte su dieci. È stato regolarmente convocato dal CT Giovanni Trapattoni che lo ha schierato indifferentemente nei ruoli di difensore centrale e terzino destro. Viene convocato per gli Europei 2016 in Francia.
Il 2 giugno 2018 disputò la sua ultima gara per la selezione irlandese nell'amichevole vinta 2-1 contro gli Stati Uniti. Prima della sfida il Presidente dell'Irlanda Michael D. Higgins si congratulò con O'Shea per la sua carriera calcistica.

### Allenatore
Il 22 luglio 2019 fa ritorno al Reading, questa volta nelle vesti di vice-allenatore.
Il 22 febbraio 2023 diviene il vice-allenatore dell'Irlanda, ruolo che ha ricoperto sino al termine del contratto, scaduto nel novembre del medesimo anno.
Il 12 ottobre 2023 entra nello staff di Wayne Rooney come vice-allenatore del Birmingham City. Il 13 gennaio 2024, a 11 giorni dall'esonero di Rooney, lascia il club.
Il 28 febbraio 2024 viene nominato nuovo tecnico ad interim della nazionale maggiore irlandese. Il 26 aprile seguente il suo contratto viene esteso anche per le amichevoli di giugno. Rimane in carica fino al 10 luglio successivo, quando viene nominato il nuovo commissario tecnico, l'islandese Heimir Hallgrímsson.

## Statistiche

### Presenze e reti nei club
Statistiche aggiornate al 5 maggio 2019.
| Stagione                 | Squadra                  | Campionato               | Campionato | Campionato | Coppa nazionale | Coppa nazionale | Coppa nazionale | Coppe continentali | Coppe continentali | Coppe continentali | Altre coppe | Altre coppe | Altre coppe | Totale | Totale |
| Stagione                 | Squadra                  | Comp                     | Pres       | Reti       | Comp            | Pres            | Reti            | Comp               | Pres               | Reti               | Comp        | Pres        | Reti        | Pres   | Reti   |
| ------------------------ | ------------------------ | ------------------------ | ---------- | ---------- | --------------- | --------------- | --------------- | ------------------ | ------------------ | ------------------ | ----------- | ----------- | ----------- | ------ | ------ |
| 1999-gen. 2000           | Manchester United        | PL                       | 0          | 0          | FACup+CdL       | 0+1             | 0               | UCL                | 0                  | 0                  | CS+SU+CInt  | 0           | 0           | 1      | 0      |
| gen.-giu. 2000           | Bournemouth              | FL2                      | 10         | 1          | FACup+CdL       | -               | -               | -                  | -                  | -                  | -           | -           | -           | 10     | 1      |
| 2000-gen. 2001           | Manchester United        | PL                       | 0          | 0          | FACup+CdL       | 0+2             | 0               | UCL                | 0                  | 0                  | CS          | 0           | 0           | 2      | 0      |
| gen.-giu. 2001           | Anversa                  | D1                       | 14         | 0          | -               | -               | -               | -                  | -                  | -                  | -           | -           | -           | 14     | 0      |
| 2001-2002                | Manchester United        | PL                       | 9          | 0          | FACup+CdL       | 0+1             | 0               | UCL                | 3                  | 0                  | CS          | 0           | 0           | 13     | 0      |
| 2002-2003                | Manchester United        | PL                       | 32         | 0          | FACup+CdL       | 1+3             | 0               | UCL                | 16                 | 0                  | -           | -           | -           | 52     | 0      |
| 2003-2004                | Manchester United        | PL                       | 33         | 2          | FACup+CdL       | 6+2             | 0               | UCL                | 7                  | 0                  | CS          | 1           | 0           | 49     | 2      |
| 2004-2005                | Manchester United        | PL                       | 23         | 2          | FACup+CdL       | 4+4             | 1+0             | UCL                | 5                  | 0                  | CS          | 1           | 0           | 37     | 3      |
| 2005-2006                | Manchester United        | PL                       | 34         | 1          | FACup+CdL       | 2+4             | 0+1             | UCL                | 7                  | 0                  | -           | -           | -           | 47     | 2      |
| 2006-2007                | Manchester United        | PL                       | 32         | 4          | FACup+CdL       | 5+1             | 0               | UCL                | 11                 | 1                  | -           | -           | -           | 49     | 5      |
| 2007-2008                | Manchester United        | PL                       | 28         | 0          | FACup+CdL       | 2+1             | 0               | UCL                | 6                  | 0                  | CS          | 1           | 0           | 38     | 0      |
| 2008-2009                | Manchester United        | PL                       | 30         | 0          | FACup+CdL       | 4+6             | 0+1             | UCL                | 12                 | 1                  | CS+SU+Cmc   | 1+1+0       | 0           | 54     | 2      |
| 2009-2010                | Manchester United        | PL                       | 15         | 1          | FACup+CdL       | 0               | 0               | UCL                | 3                  | 0                  | CS          | 1           | 0           | 19     | 1      |
| 2010-2011                | Manchester United        | PL                       | 20         | 0          | FACup+CdL       | 4+1             | 0               | UCL                | 6                  | 0                  | CS          | 1           | 0           | 32     | 0      |
| Totale Manchester United | Totale Manchester United | Totale Manchester United | 256        | 10         |                 | 54              | 3               |                    | 76                 | 2                  |             | 7           | 0           | 393    | 15     |
| 2011-2012                | Sunderland               | PL                       | 29         | 0          | FACup+CdL       | 5+0             | 0               | -                  | -                  | -                  | -           | -           | -           | 34     | 0      |
| 2012-2013                | Sunderland               | PL                       | 34         | 2          | FACup+CdL       | 0+2             | 0               | -                  | -                  | -                  | -           | -           | -           | 36     | 2      |
| 2013-2014                | Sunderland               | PL                       | 33         | 1          | FACup+CdL       | 2+7             | 0               | -                  | -                  | -                  | -           | -           | -           | 42     | 1      |
| 2014-2015                | Sunderland               | PL                       | 37         | 0          | FACup+CdL       | 4+2             | 0               | -                  | -                  | -                  | -           | -           | -           | 43     | 0      |
| 2015-2016                | Sunderland               | PL                       | 28         | 0          | FACup+CdL       | 1+2             | 0               | -                  | -                  | -                  | -           | -           | -           | 31     | 0      |
| 2016-2017                | Sunderland               | PL                       | 28         | 0          | FACup+CdL       | 1+1             | 0               | -                  | -                  | -                  | -           | -           | -           | 30     | 0      |
| 2017-2018                | Sunderland               | FLC                      | 37         | 1          | FACup+CdL       | 1+2             | 0               | -                  | -                  | -                  | -           | -           | -           | 40     | 1      |
| Totale Sunderland        | Totale Sunderland        | Totale Sunderland        | 226        | 4          |                 | 30              | 0               |                    | -                  | -                  |             | -           | -           | 256    | 4      |
| 2018-2019                | Reading                  | FLC                      | 9          | 0          | FACup+CdL       | 0+2             | 0               | -                  | -                  | -                  | -           | -           | -           | 11     | 0      |
| Totale carriera          | Totale carriera          | Totale carriera          | 515        | 15         |                 | 86              | 3               |                    | 76                 | 2                  |             | 7           | 0           | 684    | 20     |

### Cronologia presenze e reti in nazionale
| Cronologia completa delle presenze e delle reti in nazionale ― Irlanda | Cronologia completa delle presenze e delle reti in nazionale ― Irlanda | Cronologia completa delle presenze e delle reti in nazionale ― Irlanda | Cronologia completa delle presenze e delle reti in nazionale ― Irlanda | Cronologia completa delle presenze e delle reti in nazionale ― Irlanda | Cronologia completa delle presenze e delle reti in nazionale ― Irlanda | Cronologia completa delle presenze e delle reti in nazionale ― Irlanda | Cronologia completa delle presenze e delle reti in nazionale ― Irlanda |
| Data                                                                   | Città                                                                  | In casa                                                                | Risultato                                                              | Ospiti                                                                 | Competizione                                                           | Reti                                                                   | Note                                                                   |
| ---------------------------------------------------------------------- | ---------------------------------------------------------------------- | ---------------------------------------------------------------------- | ---------------------------------------------------------------------- | ---------------------------------------------------------------------- | ---------------------------------------------------------------------- | ---------------------------------------------------------------------- | ---------------------------------------------------------------------- |
| 15-8-2001                                                              | Dublino                                                                | Irlanda                                                                | 2 – 2                                                                  | Croazia                                                                | Amichevole                                                             | -                                                                      | 84’                                                                    |
| 20-11-2002                                                             | Atene                                                                  | Grecia                                                                 | 0 – 0                                                                  | Irlanda                                                                | Amichevole                                                             | -                                                                      |                                                                        |
| 12-2-2003                                                              | Glasgow                                                                | Scozia                                                                 | 0 – 2                                                                  | Irlanda                                                                | Amichevole                                                             | -                                                                      | 80’                                                                    |
| 29-3-2003                                                              | Tbilisi                                                                | Georgia                                                                | 1 – 2                                                                  | Irlanda                                                                | Qual. Euro 2004                                                        | -                                                                      |                                                                        |
| 2-4-2003                                                               | Tirana                                                                 | Albania                                                                | 0 – 0                                                                  | Irlanda                                                                | Qual. Euro 2004                                                        | -                                                                      |                                                                        |
| 7-6-2003                                                               | Dublino                                                                | Irlanda                                                                | 2 – 1                                                                  | Albania                                                                | Qual. Euro 2004                                                        | -                                                                      |                                                                        |
| 11-6-2003                                                              | Dublino                                                                | Irlanda                                                                | 2 – 0                                                                  | Georgia                                                                | Qual. Euro 2004                                                        | -                                                                      |                                                                        |
| 19-8-2003                                                              | Dublino                                                                | Irlanda                                                                | 2 – 1                                                                  | Australia                                                              | Amichevole                                                             | 1                                                                      |                                                                        |
| 6-9-2003                                                               | Dublino                                                                | Irlanda                                                                | 1 – 1                                                                  | Russia                                                                 | Qual. Euro 2004                                                        | -                                                                      | 26’                                                                    |
| 11-10-2003                                                             | Basilea                                                                | Svizzera                                                               | 2 – 0                                                                  | Irlanda                                                                | Qual. Euro 2004                                                        | -                                                                      |                                                                        |
| 18-11-2003                                                             | Dublino                                                                | Irlanda                                                                | 3 – 0                                                                  | Canada                                                                 | Amichevole                                                             | -                                                                      | 86’                                                                    |
| 18-2-2004                                                              | Dublino                                                                | Irlanda                                                                | 0 – 0                                                                  | Brasile                                                                | Amichevole                                                             | -                                                                      |                                                                        |
| 28-4-2004                                                              | Bydgoszcz                                                              | Polonia                                                                | 0 – 0                                                                  | Irlanda                                                                | Amichevole                                                             | -                                                                      |                                                                        |
| 2-6-2004                                                               | Londra                                                                 | Irlanda                                                                | 1 – 0                                                                  | Giamaica                                                               | Amichevole                                                             | -                                                                      | 46’                                                                    |
| 18-8-2004                                                              | Dublino                                                                | Irlanda                                                                | 1 – 1                                                                  | Bulgaria                                                               | Amichevole                                                             | -                                                                      |                                                                        |
| 4-9-2004                                                               | Dublino                                                                | Irlanda                                                                | 3 – 0                                                                  | Cipro                                                                  | Qual. Mondiali 2006                                                    | -                                                                      | 83’                                                                    |
| 9-10-2004                                                              | Saint-Denis                                                            | Francia                                                                | 0 – 0                                                                  | Irlanda                                                                | Qual. Mondiali 2006                                                    | -                                                                      |                                                                        |
| 13-10-2004                                                             | Dublino                                                                | Irlanda                                                                | 2 – 0                                                                  | Fær Øer                                                                | Qual. Mondiali 2006                                                    | -                                                                      | 56’                                                                    |
| 16-11-2004                                                             | Dublino                                                                | Irlanda                                                                | 1 – 0                                                                  | Croazia                                                                | Amichevole                                                             | -                                                                      |                                                                        |
| 9-2-2005                                                               | Dublino                                                                | Irlanda                                                                | 1 – 0                                                                  | Portogallo                                                             | Amichevole                                                             | -                                                                      |                                                                        |
| 26-3-2005                                                              | Ramat Gan                                                              | Israele                                                                | 1 – 1                                                                  | Irlanda                                                                | Qual. Mondiali 2006                                                    | -                                                                      |                                                                        |
| 29-3-2005                                                              | Dublino                                                                | Irlanda                                                                | 1 – 0                                                                  | Cina                                                                   | Amichevole                                                             | -                                                                      |                                                                        |
| 4-6-2005                                                               | Dublino                                                                | Irlanda                                                                | 2 – 2                                                                  | Israele                                                                | Qual. Mondiali 2006                                                    | -                                                                      | 45+1’                                                                  |
| 8-6-2005                                                               | Tórshavn                                                               | Fær Øer                                                                | 0 – 2                                                                  | Irlanda                                                                | Qual. Mondiali 2006                                                    | -                                                                      |                                                                        |
| 17-8-2005                                                              | Dublino                                                                | Irlanda                                                                | 1 – 2                                                                  | Italia                                                                 | Amichevole                                                             | -                                                                      | 79’                                                                    |
| 7-9-2005                                                               | Dublino                                                                | Irlanda                                                                | 0 – 1                                                                  | Francia                                                                | Qual. Mondiali 2006                                                    | -                                                                      |                                                                        |
| 8-10-2005                                                              | Strovolos                                                              | Cipro                                                                  | 0 – 1                                                                  | Irlanda                                                                | Qual. Mondiali 2006                                                    | -                                                                      |                                                                        |
| 12-10-2005                                                             | Dublino                                                                | Irlanda                                                                | 0 – 0                                                                  | Svizzera                                                               | Qual. Mondiali 2006                                                    | -                                                                      |                                                                        |
| 1-3-2006                                                               | Dublino                                                                | Irlanda                                                                | 3 – 0                                                                  | Svezia                                                                 | Amichevole                                                             | -                                                                      | 49’                                                                    |
| 24-5-2006                                                              | Dublino                                                                | Irlanda                                                                | 0 – 1                                                                  | Cile                                                                   | Amichevole                                                             | -                                                                      | 53’                                                                    |
| 16-8-2006                                                              | Dublino                                                                | Irlanda                                                                | 0 – 4                                                                  | Paesi Bassi                                                            | Amichevole                                                             | -                                                                      |                                                                        |
| 2-9-2006                                                               | Stoccarda                                                              | Germania                                                               | 1 – 0                                                                  | Irlanda                                                                | Qual. Euro 2008                                                        | -                                                                      |                                                                        |
| 7-10-2006                                                              | Strovolos                                                              | Cipro                                                                  | 5 – 2                                                                  | Irlanda                                                                | Qual. Euro 2008                                                        | -                                                                      | 59’                                                                    |
| 11-10-2006                                                             | Dublino                                                                | Irlanda                                                                | 1 – 1                                                                  | Rep. Ceca                                                              | Qual. Euro 2008                                                        | -                                                                      |                                                                        |
| 15-11-2006                                                             | Dublino                                                                | Irlanda                                                                | 5 – 0                                                                  | San Marino                                                             | Qual. Euro 2008                                                        | -                                                                      |                                                                        |
| 7-2-2007                                                               | Serravalle                                                             | San Marino                                                             | 1 – 2                                                                  | Irlanda                                                                | Qual. Euro 2008                                                        | -                                                                      | 46’                                                                    |
| 24-3-2007                                                              | Dublino                                                                | Irlanda                                                                | 1 – 0                                                                  | Galles                                                                 | Qual. Euro 2008                                                        | -                                                                      |                                                                        |
| 28-3-2007                                                              | Dublino                                                                | Irlanda                                                                | 1 – 0                                                                  | Slovacchia                                                             | Qual. Euro 2008                                                        | -                                                                      |                                                                        |
| 22-8-2007                                                              | Aarhus                                                                 | Danimarca                                                              | 0 – 4                                                                  | Irlanda                                                                | Amichevole                                                             | -                                                                      |                                                                        |
| 8-9-2007                                                               | Bratislava                                                             | Slovacchia                                                             | 2 – 2                                                                  | Irlanda                                                                | Qual. Euro 2008                                                        | -                                                                      |                                                                        |
| 12-9-2007                                                              | Praga                                                                  | Rep. Ceca                                                              | 1 – 0                                                                  | Irlanda                                                                | Qual. Euro 2008                                                        | -                                                                      | 38’                                                                    |
| 17-10-2007                                                             | Dublino                                                                | Irlanda                                                                | 1 – 1                                                                  | Cipro                                                                  | Qual. Euro 2008                                                        | -                                                                      |                                                                        |
| 17-11-2007                                                             | Cardiff                                                                | Galles                                                                 | 2 – 2                                                                  | Irlanda                                                                | Qual. Euro 2008                                                        | -                                                                      | 34’                                                                    |
| 6-2-2008                                                               | Dublino                                                                | Irlanda                                                                | 0 – 1                                                                  | Brasile                                                                | Amichevole                                                             | -                                                                      |                                                                        |
| 29-5-2008                                                              | Londra                                                                 | Irlanda                                                                | 1 – 0                                                                  | Colombia                                                               | Amichevole                                                             | -                                                                      |                                                                        |
| 20-8-2008                                                              | Oslo                                                                   | Norvegia                                                               | 1 – 1                                                                  | Irlanda                                                                | Amichevole                                                             | -                                                                      |                                                                        |
| 6-9-2008                                                               | Magonza                                                                | Georgia                                                                | 1 – 2                                                                  | Irlanda                                                                | Qual. Mondiali 2010                                                    | -                                                                      |                                                                        |
| 10-9-2008                                                              | Podgorica                                                              | Montenegro                                                             | 0 – 0                                                                  | Irlanda                                                                | Qual. Mondiali 2010                                                    | -                                                                      |                                                                        |
| 15-10-2008                                                             | Dublino                                                                | Irlanda                                                                | 1 – 0                                                                  | Cipro                                                                  | Qual. Mondiali 2010                                                    | -                                                                      |                                                                        |
| 19-11-2008                                                             | Dublino                                                                | Irlanda                                                                | 2 – 3                                                                  | Polonia                                                                | Amichevole                                                             | -                                                                      |                                                                        |
| 11-2-2009                                                              | Dublino                                                                | Irlanda                                                                | 2 – 1                                                                  | Georgia                                                                | Qual. Mondiali 2010                                                    | -                                                                      |                                                                        |
| 28-3-2009                                                              | Dublino                                                                | Irlanda                                                                | 1 – 1                                                                  | Bulgaria                                                               | Qual. Mondiali 2010                                                    | -                                                                      |                                                                        |
| 1-4-2009                                                               | Bari                                                                   | Italia                                                                 | 1 – 1                                                                  | Irlanda                                                                | Qual. Mondiali 2010                                                    | -                                                                      |                                                                        |
| 6-6-2009                                                               | Sofia                                                                  | Bulgaria                                                               | 1 – 1                                                                  | Irlanda                                                                | Qual. Mondiali 2010                                                    | -                                                                      | 82’                                                                    |
| 12-8-2009                                                              | Limerick                                                               | Irlanda                                                                | 0 – 3                                                                  | Australia                                                              | Amichevole                                                             | -                                                                      |                                                                        |
| 5-9-2009                                                               | Nicosia                                                                | Cipro                                                                  | 1 – 2                                                                  | Irlanda                                                                | Qual. Mondiali 2010                                                    | -                                                                      |                                                                        |
| 10-10-2009                                                             | Dublino                                                                | Irlanda                                                                | 2 – 2                                                                  | Italia                                                                 | Qual. Mondiali 2010                                                    | -                                                                      |                                                                        |
| 14-10-2009                                                             | Dublino                                                                | Irlanda                                                                | 0 – 0                                                                  | Montenegro                                                             | Qual. Mondiali 2010                                                    | -                                                                      | 40’                                                                    |
| 14-11-2009                                                             | Dublino                                                                | Irlanda                                                                | 0 – 1                                                                  | Francia                                                                | Qual. Mondiali 2010                                                    | -                                                                      |                                                                        |
| 18-11-2009                                                             | Parigi                                                                 | Francia                                                                | 1 – 1 dts                                                              | Irlanda                                                                | Qual. Mondiali 2010                                                    | -                                                                      | 67’                                                                    |
| 26-5-2010                                                              | Dublino                                                                | Irlanda                                                                | 2 – 1                                                                  | Paraguay                                                               | Amichevole                                                             | -                                                                      |                                                                        |
| 28-5-2010                                                              | Dublino                                                                | Irlanda                                                                | 3 – 0                                                                  | Algeria                                                                | Amichevole                                                             | -                                                                      | 36’                                                                    |
| 11-8-2010                                                              | Dublino                                                                | Irlanda                                                                | 0 – 1                                                                  | Argentina                                                              | Amichevole                                                             | -                                                                      |                                                                        |
| 3-9-2010                                                               | Erevan                                                                 | Armenia                                                                | 0 – 1                                                                  | Irlanda                                                                | Qual. Euro 2012                                                        | -                                                                      |                                                                        |
| 7-9-2010                                                               | Dublino                                                                | Irlanda                                                                | 3 – 1                                                                  | Andorra                                                                | Qual. Euro 2012                                                        | -                                                                      |                                                                        |
| 8-10-2010                                                              | Dublino                                                                | Irlanda                                                                | 2 – 3                                                                  | Russia                                                                 | Qual. Euro 2012                                                        | -                                                                      |                                                                        |
| 12-10-2010                                                             | Žilina                                                                 | Slovacchia                                                             | 1 – 1                                                                  | Irlanda                                                                | Qual. Euro 2012                                                        | -                                                                      |                                                                        |
| 17-11-2010                                                             | Dublino                                                                | Irlanda                                                                | 1 – 2                                                                  | Norvegia                                                               | Amichevole                                                             | -                                                                      |                                                                        |
| 8-2-2011                                                               | Dublino                                                                | Irlanda                                                                | 3 – 0                                                                  | Galles                                                                 | Amichevole                                                             | -                                                                      | 85’                                                                    |
| 4-6-2011                                                               | Skopje                                                                 | Macedonia                                                              | 0 – 2                                                                  | Irlanda                                                                | Qual. Euro 2012                                                        | -                                                                      |                                                                        |
| 2-9-2011                                                               | Dublino                                                                | Irlanda                                                                | 0 – 0                                                                  | Slovacchia                                                             | Qual. Euro 2012                                                        | -                                                                      |                                                                        |
| 7-10-2011                                                              | Andorra la Vella                                                       | Andorra                                                                | 0 – 2                                                                  | Irlanda                                                                | Qual. Euro 2012                                                        | -                                                                      |                                                                        |
| 11-10-2011                                                             | Dublino                                                                | Irlanda                                                                | 2 – 1                                                                  | Armenia                                                                | Qual. Euro 2012                                                        | -                                                                      |                                                                        |
| 15-11-2011                                                             | Dublino                                                                | Irlanda                                                                | 1 – 1                                                                  | Estonia                                                                | Qual. Euro 2012                                                        | -                                                                      |                                                                        |
| 29-2-2012                                                              | Dublino                                                                | Irlanda                                                                | 1 – 1                                                                  | Rep. Ceca                                                              | Amichevole                                                             | -                                                                      |                                                                        |
| 4-6-2012                                                               | Budapest                                                               | Ungheria                                                               | 0 – 0                                                                  | Irlanda                                                                | Amichevole                                                             | -                                                                      |                                                                        |
| 10-6-2012                                                              | Poznań                                                                 | Croazia                                                                | 3 – 1                                                                  | Irlanda                                                                | Euro 2012 - 1º turno                                                   | -                                                                      |                                                                        |
| 14-6-2012                                                              | Danzica                                                                | Irlanda                                                                | 0 – 4                                                                  | Spagna                                                                 | Euro 2012 - 1º turno                                                   | -                                                                      |                                                                        |
| 18-6-2012                                                              | Poznań                                                                 | Italia                                                                 | 2 – 0                                                                  | Irlanda                                                                | Euro 2012 - 1º turno                                                   | -                                                                      | 39’                                                                    |
| 15-8-2012                                                              | Belgrado                                                               | Serbia                                                                 | 0 – 0                                                                  | Irlanda                                                                | Amichevole                                                             | -                                                                      | Cap.                                                                   |
| 7-9-2012                                                               | Astana                                                                 | Kazakistan                                                             | 1 – 2                                                                  | Irlanda                                                                | Qual. Mondiali 2014                                                    | -                                                                      |                                                                        |
| 12-10-2012                                                             | Dublino                                                                | Irlanda                                                                | 1 – 6                                                                  | Germania                                                               | Qual. Mondiali 2014                                                    | -                                                                      | Cap.                                                                   |
| 16-10-2012                                                             | Tórshavn                                                               | Fær Øer                                                                | 1 – 4                                                                  | Irlanda                                                                | Qual. Mondiali 2014                                                    | -                                                                      |                                                                        |
| 14-11-2012                                                             | Dublino                                                                | Irlanda                                                                | 0 – 1                                                                  | Grecia                                                                 | Amichevole                                                             | -                                                                      | Cap.                                                                   |
| 6-2-2013                                                               | Dublino                                                                | Irlanda                                                                | 2 – 0                                                                  | Polonia                                                                | Amichevole                                                             | -                                                                      | Cap.                                                                   |
| 22-3-2013                                                              | Solna                                                                  | Svezia                                                                 | 0 – 0                                                                  | Irlanda                                                                | Qual. Mondiali 2014                                                    | -                                                                      |                                                                        |
| 26-3-2013                                                              | Dublino                                                                | Irlanda                                                                | 2 – 2                                                                  | Austria                                                                | Qual. Mondiali 2014                                                    | -                                                                      | Cap. 35’                                                               |
| 29-5-2013                                                              | Londra                                                                 | Inghilterra                                                            | 1 – 1                                                                  | Irlanda                                                                | Amichevole                                                             | -                                                                      |                                                                        |
| 7-6-2013                                                               | Dublino                                                                | Irlanda                                                                | 3 – 0                                                                  | Fær Øer                                                                | Qual. Mondiali 2014                                                    | -                                                                      |                                                                        |
| 14-8-2013                                                              | Cardiff                                                                | Galles                                                                 | 0 – 0                                                                  | Irlanda                                                                | Amichevole                                                             | -                                                                      | Cap. 60’                                                               |
| 6-9-2013                                                               | Dublino                                                                | Irlanda                                                                | 1 – 2                                                                  | Svezia                                                                 | Qual. Mondiali 2014                                                    | -                                                                      |                                                                        |
| 10-9-2013                                                              | Vienna                                                                 | Austria                                                                | 1 – 0                                                                  | Irlanda                                                                | Qual. Mondiali 2014                                                    | -                                                                      | 44’ 49’                                                                |
| 15-10-2013                                                             | Dublino                                                                | Irlanda                                                                | 3 – 1                                                                  | Kazakistan                                                             | Qual. Mondiali 2014                                                    | 1                                                                      |                                                                        |
| 15-11-2013                                                             | Dublino                                                                | Irlanda                                                                | 3 – 0                                                                  | Lettonia                                                               | Amichevole                                                             | -                                                                      |                                                                        |
| 19-11-2013                                                             | Poznań                                                                 | Polonia                                                                | 0 – 0                                                                  | Irlanda                                                                | Amichevole                                                             | -                                                                      | 36’                                                                    |
| 25-5-2014                                                              | Dublino                                                                | Irlanda                                                                | 1 – 2                                                                  | Turchia                                                                | Amichevole                                                             | -                                                                      | Cap.                                                                   |
| 31-5-2014                                                              | Londra                                                                 | Italia                                                                 | 0 – 0                                                                  | Irlanda                                                                | Amichevole                                                             | -                                                                      | Cap.                                                                   |
| 7-9-2014                                                               | Tbilisi                                                                | Georgia                                                                | 1 – 2                                                                  | Irlanda                                                                | Qual. Euro 2016                                                        | -                                                                      |                                                                        |
| 11-10-2014                                                             | Dublino                                                                | Irlanda                                                                | 7 – 0                                                                  | Gibilterra                                                             | Qual. Euro 2016                                                        | -                                                                      |                                                                        |
| 14-10-2014                                                             | Gelsenkirchen                                                          | Germania                                                               | 1 – 1                                                                  | Irlanda                                                                | Qual. Euro 2016                                                        | 1                                                                      |                                                                        |
| 14-11-2014                                                             | Glasgow                                                                | Scozia                                                                 | 1 – 0                                                                  | Irlanda                                                                | Qual. Euro 2016                                                        | -                                                                      | Cap.                                                                   |
| 29-3-2015                                                              | Dublino                                                                | Irlanda                                                                | 1 – 1                                                                  | Polonia                                                                | Qual. Euro 2016                                                        | -                                                                      | 32’                                                                    |
| 7-6-2015                                                               | Dublino                                                                | Irlanda                                                                | 0 – 0                                                                  | Inghilterra                                                            | Amichevole                                                             | -                                                                      | Cap. 72’                                                               |
| 13-6-2015                                                              | Dublino                                                                | Irlanda                                                                | 1 – 1                                                                  | Scozia                                                                 | Qual. Euro 2016                                                        | -                                                                      | Cap.                                                                   |
| 4-9-2015                                                               | Loulé                                                                  | Gibilterra                                                             | 0 – 4                                                                  | Irlanda                                                                | Qual. Euro 2016                                                        | -                                                                      |                                                                        |
| 7-9-2015                                                               | Dublino                                                                | Irlanda                                                                | 1 – 0                                                                  | Georgia                                                                | Qual. Euro 2016                                                        | -                                                                      |                                                                        |
| 8-10-2015                                                              | Dublino                                                                | Irlanda                                                                | 1 – 0                                                                  | Germania                                                               | Qual. Euro 2016                                                        | -                                                                      | Cap.                                                                   |
| 11-10-2015                                                             | Varsavia                                                               | Polonia                                                                | 2 – 1                                                                  | Irlanda                                                                | Qual. Euro 2016                                                        | -                                                                      | Cap. 18’, 90+2’                                                        |
| 16-11-2015                                                             | Dublino                                                                | Irlanda                                                                | 2 – 0                                                                  | Bosnia ed Erzegovina                                                   | Qual. Euro 2016                                                        | -                                                                      | 90+1’                                                                  |
| 29-3-2016                                                              | Dublino                                                                | Irlanda                                                                | 2 – 2                                                                  | Slovacchia                                                             | Amichevole                                                             | -                                                                      | Cap. 46’                                                               |
| 27-5-2016                                                              | Dublino                                                                | Irlanda                                                                | 1 – 1                                                                  | Paesi Bassi                                                            | Amichevole                                                             | -                                                                      | Cap.                                                                   |
| 13-6-2016                                                              | Saint-Denis                                                            | Irlanda                                                                | 1 – 1                                                                  | Svezia                                                                 | Euro 2016 - 1º turno                                                   | -                                                                      | Cap.                                                                   |
| 18-6-2016                                                              | Bordeaux                                                               | Belgio                                                                 | 3 – 0                                                                  | Irlanda                                                                | Euro 2016 - 1º turno                                                   | -                                                                      | Cap.                                                                   |
| 26-6-2016                                                              | Lione                                                                  | Francia                                                                | 2 – 1                                                                  | Irlanda                                                                | Euro 2016 - Ottavi di finale                                           | -                                                                      | 68’                                                                    |
| 5-9-2016                                                               | Belgrado                                                               | Serbia                                                                 | 2 – 2                                                                  | Irlanda                                                                | Qual. Mondiali 2018                                                    | -                                                                      |                                                                        |
| 6-10-2016                                                              | Dublino                                                                | Irlanda                                                                | 1 – 0                                                                  | Georgia                                                                | Qual. Mondiali 2018                                                    | -                                                                      | 90+4’                                                                  |
| 24-3-2017                                                              | Dublino                                                                | Irlanda                                                                | 0 – 0                                                                  | Galles                                                                 | Qual. Mondiali 2018                                                    | -                                                                      |                                                                        |
| 2-6-2018                                                               | Dublino                                                                | Irlanda                                                                | 2 – 1                                                                  | Stati Uniti                                                            | Amichevole                                                             | -                                                                      | Cap. 35’                                                               |
| Totale                                                                 |                                                                        | Presenze (3º posto)                                                    | 118                                                                    |                                                                        | Reti                                                                   | 3                                                                      |                                                                        |

### Statistiche da allenatore
Statistiche aggiornate al 10 luglio 2024.

#### Nazionale irlandese
| Squadra | Naz                | dal              | all'           | Record | Record | Record | Record     | Record | Record | Record | Record |
| G       | V                  | N                | P              | GF     | GS     | DR     | % Vittorie |        |        |        |        |
| ------- | ------------------ | ---------------- | -------------- | ------ | ------ | ------ | ---------- | ------ | ------ | ------ | ------ |
| Irlanda | Irlanda (bandiera) | 28 febbraio 2024 | 10 luglio 2024 | 4      | 1      | 1      | 2          | 2      | 5      | −3     | 25,00  |

#### Nazionale irlandese nel dettaglio
| 2024           | Irlanda        | Amichevoli     | Ad interim     | 4 | 1 | 1 | 2 | 25,00 | 2 | 5 | +3 |
| Totale Irlanda | Totale Irlanda | Totale Irlanda | Totale Irlanda | 4 | 1 | 1 | 2 | 25,00 | 2 | 5 | +3 |

#### Panchine da commissario tecnico della nazionale irlandese
| Cronologia completa delle presenze e delle reti in nazionale ― Irlanda | Cronologia completa delle presenze e delle reti in nazionale ― Irlanda | Cronologia completa delle presenze e delle reti in nazionale ― Irlanda | Cronologia completa delle presenze e delle reti in nazionale ― Irlanda | Cronologia completa delle presenze e delle reti in nazionale ― Irlanda | Cronologia completa delle presenze e delle reti in nazionale ― Irlanda | Cronologia completa delle presenze e delle reti in nazionale ― Irlanda | Cronologia completa delle presenze e delle reti in nazionale ― Irlanda |
| Data                                                                   | Città                                                                  | In casa                                                                | Risultato                                                              | Ospiti                                                                 | Competizione                                                           | Reti                                                                   | Note                                                                   |
| ---------------------------------------------------------------------- | ---------------------------------------------------------------------- | ---------------------------------------------------------------------- | ---------------------------------------------------------------------- | ---------------------------------------------------------------------- | ---------------------------------------------------------------------- | ---------------------------------------------------------------------- | ---------------------------------------------------------------------- |
| 23-3-2024                                                              | Dublino                                                                | Irlanda                                                                | 0 – 0                                                                  | Belgio                                                                 | Amichevole                                                             | -                                                                      | Cap: S. Coleman                                                        |
| 26-3-2024                                                              | Dublino                                                                | Irlanda                                                                | 0 – 1                                                                  | Svizzera                                                               | Amichevole                                                             | -                                                                      | Cap: S. Coleman                                                        |
| 4-6-2024                                                               | Dublino                                                                | Irlanda                                                                | 2 – 1                                                                  | Ungheria                                                               | Amichevole                                                             | Adam Idah Troy Parrott                                                 | Cap: S. Coleman                                                        |
| 11-6-2024                                                              | Aveiro                                                                 | Portogallo                                                             | 3 – 0                                                                  | Irlanda                                                                | Amichevole                                                             | -                                                                      | Cap: S. Coleman                                                        |
| Totale                                                                 |                                                                        | Presenze                                                               | 4                                                                      |                                                                        | Reti                                                                   | 2                                                                      |                                                                        |

## Palmarès

### Giocatore

#### Competizioni nazionali
- Campionato inglese: 5

Manchester United: 2002-2003, 2006-2007, 2007-2008, 2008-2009, 2010-2011
- Community Shield: 4

Manchester United: 2003, 2007, 2008, 2010
- Coppa d'Inghilterra: 1

Manchester United: 2003-2004
- Coppa di Lega inglese: 3

Manchester United: 2005-2006, 2008-2009, 2009-2010

#### Competizioni internazionali
- UEFA Champions League: 1

Manchester United: 2007-2008
- Coppa del mondo per club: 1

Manchester United: 2008